# Хокејашка лига Србије 2009/10.
Хокејашка лига Србије 2009/10. је било четврто такмичење организовано под овим именом од стране Хокејашког савеза Србије. У лиги је учествовало четири клуба.

## Клубови
| Клуб          | Град     | Арена                  | Капацитет | Основан |
| ------------- | -------- | ---------------------- | --------- | ------- |
| Партизан      | Београд  | Ледена дворана Пионир  | 2000      | 1948    |
| Црвена звезда | Београд  | Ледена дворана Пионир  | 2000      | 1946    |
| Војводина     | Нови Сад | Ледена дворана СПЕНС   | 1000      | 1957    |
| Спартак       | Суботица | Стадион малих спортова | 4000      | 1945    |

## Систем такмичења
За разлику од претходне сезоне у лиги се ове сезоне нису такмичили ХК Нови Сад и ХК Беостар. После пет сезона паузе у лигу се вратио суботички Спартак. Партизан је у сезони 2009/10. наступао у Слохокеј лиги, па је у Хокејашкој лиги Србије играо само плеј оф.
У регуларном делу наступила су три клуба. Сваки клуб одиграо је по 8 меча. У плеј офу се играло на два добијена меча. Победник плеј офа требало је да игра у финалу са Партизаном.
Суботички Спартак као победник плеј офа одбио је да игра меч са Партизаном, тако да је Партизан по четврти пут освојио Хокејашку лигу Србије, а укупно четрнаесту титулу рачунајући и Прву лигу Југославије, Хокејашку лигу СР Југославије и Хокејашку лигу Србије и Црне Горе.

## Табела
| #  | Клуб          | ИГ | Д | ДП | ИЗП | ИЗ | ГД | ГП | Б  |
| -- | ------------- | -- | - | -- | --- | -- | -- | -- | -- |
| 1. | Војводина     | 8  | 8 | 0  | 0   | 0  | 37 | 12 | 24 |
| 2. | Спартак       | 8  | 2 | 1  | 1   | 4  | 18 | 30 | 9  |
| 3. | Црвена звезда | 8  | 0 | 1  | 1   | 6  | 13 | 26 | 3  |

ИГ = одиграо, Д = победио, ДП = Победа у продужетку, ИЗП = Пораз у продужетку, ИЗ = изгубио, ГД = голова дао, ГП = голова примио, Б = бодова

## Плеј оф

### 1. коло
Спартак - Црвена звезда 2:0
- Црвена звезда - Спартак  3:4 пен. (1:2, 1:1, 1:0, 0:0, 0:1)
- Спартак - Црвена звезда 5:0 службени резултат

### Полуфинале
ХК Спартак - Војводина 2:1
- Спартак - Војводина 4:5 пр. (2:2, 0:2, 2:0, 0:1)
- Војводина - Спартак 5:6 пр. (4:1, 1:1, 0:3, 0:1)
- Војводина - Спартак 3:4 пен.(1:1, 1:0, 1:2, 0:0, 0:1)

### Финале
Партизан - Спартак 2:0
- Партизан - Спартак 5:0
- Спартак - Партизан 0:5

Спартак је одбио да игра финале, па је Партизан постао првак службеним резултатом 2:0 у победама.
| Првак Хокејашке лиге Србије 2009/10. |
| ------------------------------------ |
| ХК Партизан 4. титула.               |

1. ↑  Партизан победио службеним резултатом јер је Спартак одбио да игра против Партизана сматрајући да су они прваци
2. ↑  Укупно четрнаеста титула ХК Партизана, рачунајући трофеје освојене у СФРЈ, СРЈ и СЦГ.